# Aristotelia chilensis

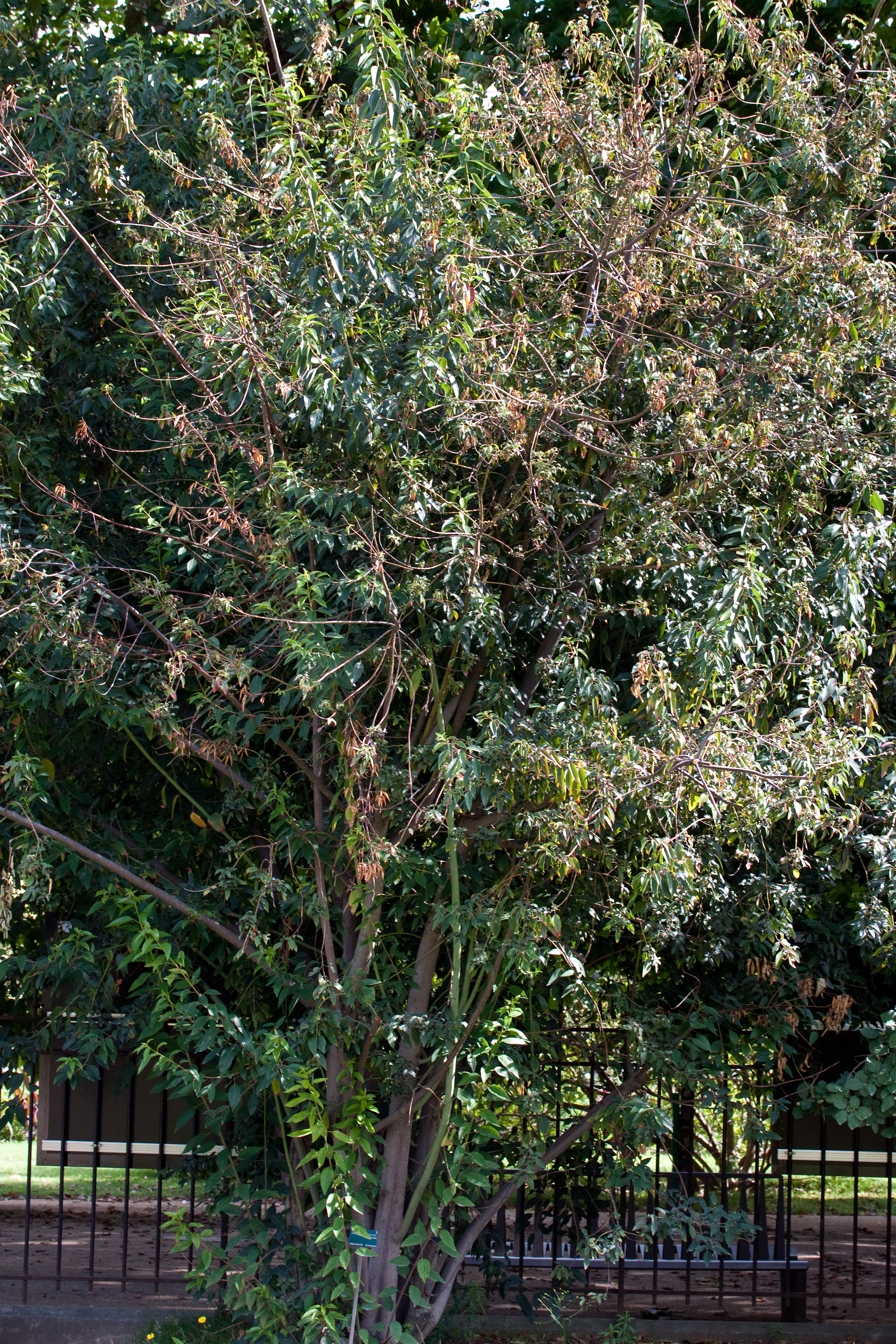
Vista general

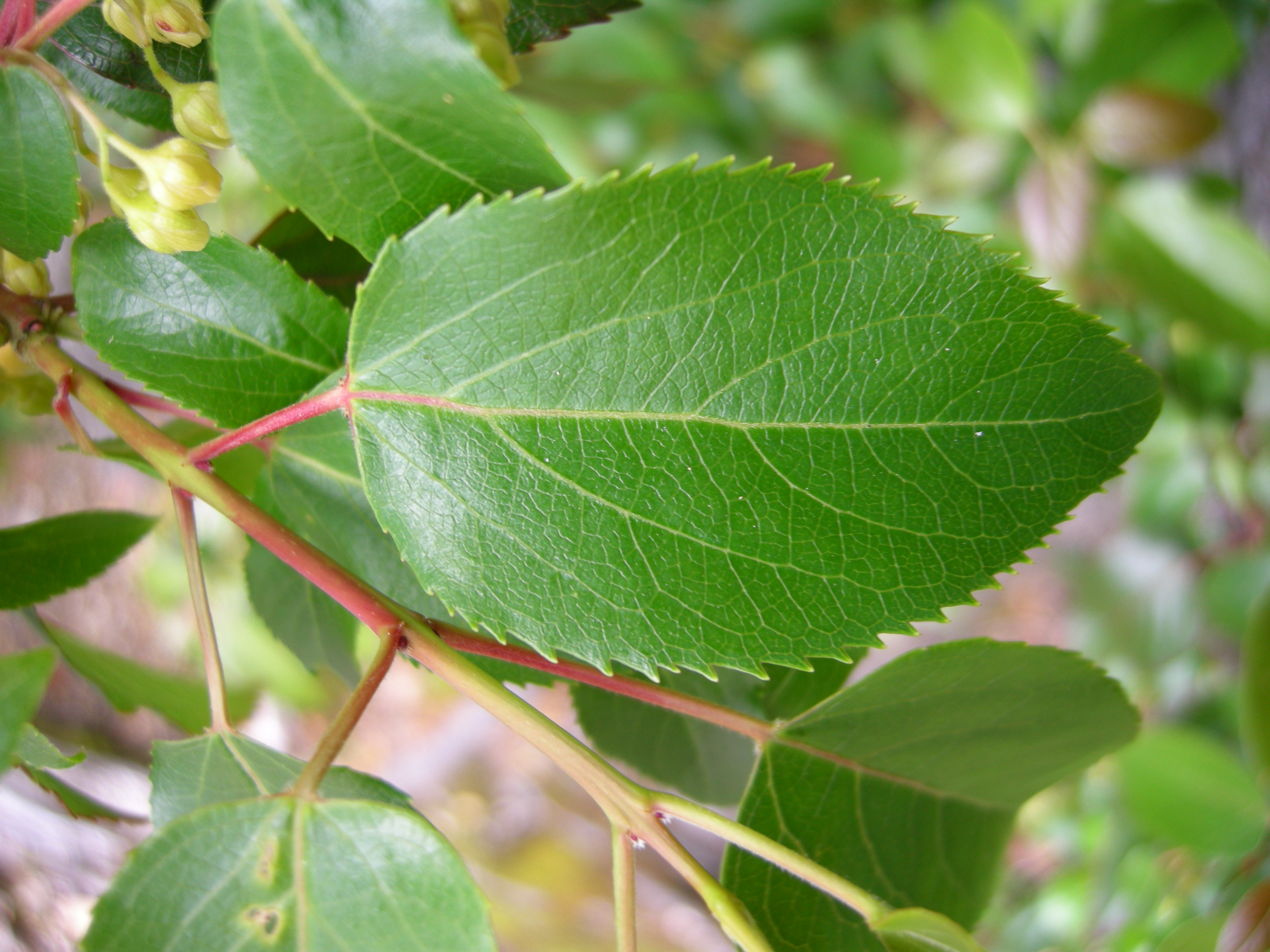
Detall de les fulles

Aristotelia chilensis (Maqui) és una espècie de planta de la família Elaeocarpaceae nativa del bosc temperat plujós de Valdivia a Xile i zones adjacents de l'Argentina.

## Descripció
És un arbre petit perennifoli de 4-5 m d'alt. Les fulles són coriàcies amb el pecíol vermell. El fruit és petit i comestible, de color negre porpra d'uns 4-6 mm de diàmetre.
El fruit conté polifenols i antocians. S'havia utilitzat per a fer la beguda alcohòlica chicha i actualment es menja cuit en melmelades, etc. S'ha plantat a Espanya.